# Pedicularis adamsii
Pedicularis adamsii là loài thực vật có hoa thuộc họ Cỏ chổi. Loài này được Hultén mô tả khoa học đầu tiên năm 1930.